# Беверлі Вітфілд
Беверлі Вітфілд (англ. Beverley Whitfield, 15 червня 1954 — 20 серпня 1996) — австралійська плавчиня.
Олімпійська чемпіонка 1972 року.
Переможниця Ігор Співдружності 1970 року.